# Beatrice Medicine
Beatrice Medicine (1 de agosto de 1923 - 19 de dezembro de 2005) ( Sihasapa e Minneconjou Lakota ) (cujo nome Lakota era Híŋša Wašté Aglí Wiŋ - "Retorna Vitorioso com uma Mulher Cavalo Vermelho" ) foi uma pesquisadora, antropóloga e educadora conhecida por seu trabalho nas áreas de línguas, culturas e história indígenas. Medicine passou grande parte de sua vida pesquisando, ensinando e servindo comunidades nativas, principalmente nas áreas de educação bilíngue, vício e recuperação, saúde mental, identidade tribal e questões femininas, infantis e da comunidade LGBT.

## Primeiros anos
Medicine nasceu na Reserva Standing Rock em Wakpala, Dakota do Sul, em 1º de agosto de 1923.

## Educação
Medicine recebeu seu bacharelado em antropologia na South Dakota State University em 1945, e seu mestrado em sociologia e antropologia pela Michigan State University em 1954. Ela completou seu doutorado em 1983 na Universidade de Wisconsin.

## Carreira
Medicine estudou os comportamentos humanos envolvidos no racismo e na discriminação linguística, tanto na academia quanto na antropologia social. Grande parte de seu trabalho se concentrou no ressurgimento, sobrevivência e expansão das línguas e culturas indígenas. Medicine era conhecida internacionalmente por seu trabalho com alunos e professores, e ao longo de sua carreira de 50 anos em diversos campi universitários, incluindo Santo Domingo Pueblo Agency School, Flandreau Indian School, University of British Columbia, Stanford University, Dartmouth College, Mount Royal College. (agora Mount Royal University), San Francisco State University, University of Washington, University of Montana e University of South Dakota. Ela se aposentou como professora emérita de antropologia na California State University, Northridge.
Em seu livro Learning to Be an Anthropologist and Remaining Native (Aprendendo a ser uma antropologista e permanecendo nativa), Medicine atribuiu jocosamente sua carreira multi-institucional como resultado de abraçar as raízes tradicionais dos Lakota: "no que diz respeito a tantas mudanças, refiro-me jocosamente ao antigo nomadismo do meu povo". Seu compromisso vitalício como acadêmica e educadora resultou em inúmeras publicações, palestras, palestras e estudos, muitos dos quais Medicine recebeu elogios e prêmios honrosos em reconhecimento a sua busca pela equidade nos direitos humanos .
Medicine esteve ativamente envolvida nas lutas pelos direitos civis nas comunidades indígenas de Seattle, Vancouver e Calgary. Em 1974, Medicine testemunhou ao lado de Vine Deloria Jr. como testemunha especialista no caso federal instaurado contra os envolvidos no incidente de Wounded Knee. Em 1984, Medicine foi eleita para o Common Cause National Governing Board, uma organização sem fins lucrativos criada com a intenção de "responsabilizar o poder". Em 1993-94, Medicine defendeu suas crenças e respeito do papel das mulheres nas culturas indígenas ao aceitar um cargo na Comissão Real dos Povos Aborígines do Ramo Feminino do Canadá, vendo isso como uma voz para as pessoas lutarem por os direitos legais das famílias indígenas.
O compromisso de Medicine com a ação social não terminou quando ela se aposentou da carreira de professora e acadêmica no início dos anos 1990. Ao voltar para sua casa na Reserva Indígena de Standing Rock, em Dakota do Sul, ela ajudou nos esforços para construir uma nova escola pública para a comunidade. Ela também fez parte do conselho de perdão e do conselho escolar do distrito escolar de Wakpala-Smee.

## Morte
Beatrice Medicine morreu durante uma cirurgia de emergência em 19 de dezembro de 2005, em Bismarck, Dakota do Norte. De acordo com sua vontade, não houve serviço fúnebre. Sua família pediu que, em vez de coletar flores para um túmulo, amigos e familiares doassem dinheiro para o American Indian College Fund em Denver, Colorado.
Medicine deixou sua irmã Grace V Yardley, seu filho Ted Sitting Crow Garner e sua filha adotiva JoAllyn Archambault, que também tornou-se antropóloga.

## Legado
Em 2006, a AltaMira Press publicou Beber e sobriedade entre os Lakota Sioux, um trabalho que eles vinham produzindo com Medicine nos dias anteriores à sua morte. Este trabalho examina o papel dos estereótipos nocivos dos povos indígenas do Canadá e dos Estados Unidos em relação ao alcoolismo que Medicine apresentou originalmente em seu artigo de 1969 "A mudança da família Dakota e o estresse nela", no The Pine Ridge Research Journal.
Em homenagem a Medicine e sua dedicação vitalícia à educação, a Society for Applied Anthropology (SfAA) criou o Bea Medicine Award, uma bolsa de viagem de 500 dólares, concedida a até quatro alunos que estão concluindo seus estudos de graduação ou pós-graduação, para ajudar em participar da Reunião Anual da SfAA.
Seus papéis estão arquivados nos Arquivos Antropológicos Nacionais da Smithsonian Institution .

## Prêmios
- (1991) Distinguished Service Award da American Anthropological Association.[15][16]
- (1996) Prêmio Bronislaw Malinowski da Sociedade de Antropologia Aplicada.[16]
- (2005) Prêmio George e Louise Spindler de Educação em Antropologia da American Anthropological Association.[17]
- Ohana Award da American Counseling Association].[6]
- Prêmio Outstanding Woman of Color do National Institute of Women of Color.[6]
- Prêmio Honrando Nossos Aliados da Força-Tarefa Nacional para Gays e Lésbicas.[6]

## Trabalho publicado

### Trabalhos colaborativos
- (1973). "O nativo americano" em Don Speigel e Patricia Keith-Speigel eds. Os Forasteiros. Nova York: Rinehart e Winston Holt.[18]
- (1976) "The Schooling Process: Some Lakota (Sioux) Views" em Craig J. Calhoun e Francis A. Janni eds. O Estudo Antropológico da Educação. Haia : Mouton.[18][19]
- (1983). "Mulheres Guerreiras". A metade oculta: estudos de mulheres indianas das planícies. Patrícia C. Alberts, ed.ISBN 9780819129567.[2]
- (1987). "My Elders Tell Me" em J.Barman, Y. Hebert e D.McCaskill eds. Educação indiana no Canadá, vol 2. Vancouver : University of British Columbia Press.[18][20]
- (1987). "Mulheres indianas e o renascimento da religião tradicional" em Raymond J. DeMallie e Douglas R. Parks eds. pp. 159–171. Sioux Indian Religião, Tradição e Inovação. Norman e Londres: University of Oklahoma Press .[18]
- (1987). "O papel das mulheres indígenas americanas na continuidade e transição cultural" em J. Penfield ed. Mulheres e Linguagem em Transição. Albany : SUNY Imprensa.[18]
- (1988). "Ella Cara Deloria" em Ute Gacs, Aisha Khan, Jerry McIntyre e Ruth Weinberg eds. pp. 45–50. Mulheres antropólogas: um dicionário biográfico. Nova York: Greenwood Press.[18]
- (1997). "Mudando os papéis dos nativos americanos em um contexto urbano e mudando os papéis sexuais dos nativos americanos em um contexto urbano" em Sue-Ellen Jacobs, Wesley Thomas e Sabine Lang eds. Pessoas de dois espíritos: identidade de gênero, sexualidade e espiritualidade dos nativos americanos. Urbana e Chicago: University of Illinois Press.[18]
- (1997). "Lakota Star Quilts: Commodity, Cerimonial and Economic Development" em Marsha L. MacDowell e C. Kurt Dedwhurst eds. Para honrar e confortar: Tradições de quilting dos nativos americanos. Museu da Imprensa do Novo México e Museu da Universidade do Estado de Michigan.[18]
- (1999). "Ella Cara Deloria: Early Lakota Ethnologist (Newly Discovered Novelist)" em R. Darnell e L. Valentine eds. A Tradição Americanista Toronto : University of Toronto Press.[18]

### Artigos e revistas
- (1969) "A mudança da família Dakota e as tensões nela." Boletim de Pesquisa de Pine Ridge, No. 9, pp. 13–23.[18]</ref>
- (1971). "Os Programas de Estudos Antropólogos e Indígenas Americanos." Indian Historian, No. 4, pp. 15–18.[18]
- (1971). "A antropologia como criadora de imagens do índio". Historiador Indiano, vol. 4, nº 3, pp. 27–29.[18]
- (1973). "Achado não é roubado?" Museum News, nº 51, pp. 20–26.[18]
- (1975). "Autodireção na educação Sioux." Integraçãoeducação, nº 78, pp. 15–17.[18]
- (1976). "História Oral como Verdade: Validade em Casos Judiciais Recentes Envolvendo Nativos Americanos." Fórum Folclórico, Série Bibliográfica e Especial, vol. 9, nº 15, pp. 1–5.[18]
- (1978). "Ensino Superior: uma nova arena para os nativos americanos." Limiares na Educação, nº 4, pp. 22–25.[18]
- (1980). "Ella Cara Deloria, a voz Emic." Melus (Literatura multiétnica nos EUA), vol. 7, nº 4, pp. 23–30.[18]
- (1980). "Mulheres indígenas americanas: problemas de saúde mental relacionados ao abuso de drogas". Wíčazo Ša Review : a Journal of Native American Studies, No. 9, pp. 85–89.[18]
- (1980). "Mulheres indígenas americanas: espiritualidade e status." Pão e Rosas, nº 2, pp. 15–18.[18]
- (1981). "Mudança Cultural da Família Indígena Americana e Estratégias de Adaptação." Journal of Ethnic Studies, No. 8, pp. 13–23.[18]
- (1981). "'Speaking Indian': Parâmetros de uso da linguagem entre os índios americanos." Focus: National Clearinghouse for Bilingual Education, No. 6, pp. 3–10.[18]
- (1981). "A interação da cultura e dos papéis sexuais nas escolas." Integração, Edição Especial: Educação dos Índios Americanos, No. 19, pp. 28–37.[18]
- (1981). "Resistência dos nativos americanos à integração: confrontos contemporâneos e revitalização religiosa." Antropólogo de planícies, vol. 26, nº 1, pp. 277–86.[18]
- (1982). "New Roads to Coping: Siouan Sobriedade" em SM Manson ed. Novas direções na prevenção entre os índios americanos e as comunidades nativas do Alasca. Portland : Universidade de Ciências da Saúde de Oregon .[18]
- (1983). "Mulheres indianas: identidade tribal como status quo." Natureza da Mulher: Racionalizações da Desigualdade. Nova York : Teachers College Press .[18]
- (1986). "Revisitação Cultural Contemporânea: Educação Bilíngue e Bicultural." Wíčazo Ša Review : a Journal of Native American Studies, No. 2, pp. 31–35.[18]
- (1988). "Mulheres nativas americanas (índias): uma chamada para pesquisa". Antropologia e Educação Trimestral, vol. 19, nº 2, pp. 86–92.[18]
- (1990). "'Carrying the Culture: American Indian and Alaska Native Women Workers' Wider Opportunity for Women Inc." Riscos e Desafios: Mulheres, Trabalho e Futuro, pp. 53–60.[18]
- (1993). "As mulheres indígenas norte-americanas e a dominação cultural". American Indian Culture and Research Journal , vol. 17, nº 2, pp. 121–30.[18][21]
- (1998). "Álcool e aborígenes: a perspectiva norte-americana." Alcoholic Beverage Medical Research Journal, No. 8, pp. 7–11.[18]
- (1998). "Índios americanos e antropólogos: questões de história, capacitação e aplicação." Organização Humana, vol. 57, nº 3, pp. 253–57.[18]

### Filmes
- (1999). Buscando o Espírito: Índios das Planícies na Rússia. Liucija Baskauskas, dir. Recursos Educacionais Documentais.